# كبريت (سمكة)

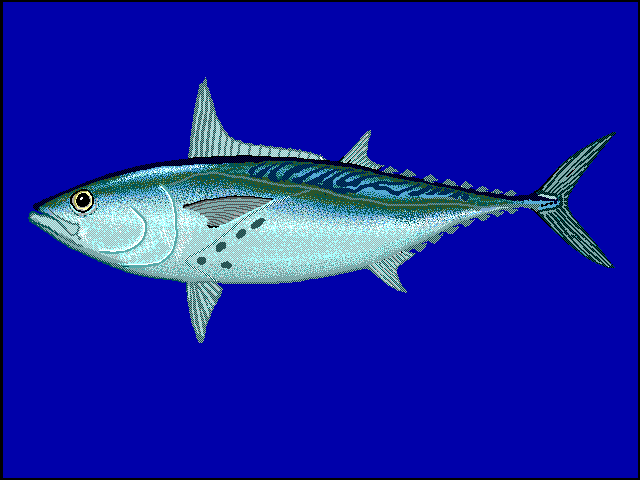

كبريت أو تن البحر المتوسط (بالإنجليزية: Little tunny)‏ و (باللاتينية: Euthynnus alletteratus) ينتمي لعائلة الأسماك الأسقمريات .